# 路易·希龙
路易·亚历山大·希龙（法語：Louis Alexandre Chiron，1899年8月3日—1979年6月22日）是摩纳哥赛车手，参加过拉力赛、跑车赛和大奖赛。
他的职业生涯超过30年，开始于1927年，结束于20世纪50年代末，他也因此是一级方程式赛车完赛车手中年龄最大的，在1955年摩纳哥大奖赛中取得第6名。三年后，他以58岁成为一级方程式赛车中最年长的车手。